# Leone II Foca
Leone Foca, detto anche Leone Foca il giovane; in greco Λέων Φωκᾶς? (Tema di Cappadocia, 915 circa – Isola di Proti, dopo il 971), è stato un generale bizantino.

## Biografia
Appartenente alla famiglia cappadoce dei Foca. Suo padre era Barda Foca il vecchio (878 circa–968), un celebre generale bizantino a lungo comandante supremo (Domestikos tōn scholōn) dell'esercito bizantino sotto Costantino VII Porfirogenito; il nonno Niceforo Foca il vecchio (830 circa–896 circa) era stato un valorosissimo generale che nell'885-886 aveva riconquistato l'Italia meridionale per conto di Basilio I (867-886); il fratello maggiore Niceforo (912 circa–969) fu anch'egli un militare e dal 963 al 969 usurperà il trono di Bisanzio.
Anche Leone entrò a far parte giovanissimo dell'esercito, e nel 945 sotto Costantino VII fu nominato stratego del tema di Cappadocia, circa dieci anni dopo fu promosso stratego del prestigioso tema di Anatolia. Sotto Romano II (imperatore dal 959 al 963) fu nominato domesticus Scholae dell'Occidente, ossia comandante in capo degli eserciti in Europa (Balcani e Italia meridionale), e fu elevato al rango di magister officiorum (μάγιστρος τῶν θείων ὀφφικίων). Nel 960, quando il fratello maggiore Niceforo si trattenne a Creta per assediare le forze dell'emirato, Leone lo sostituì come domesticus Scholae dell'Oriente, ossia dei territori in Asia. Durante questo incarico ottenne una notevole vittoria contro il maggior nemico dell'impero bizantino, l'emiro di Aleppo Saif al-Dawla il cui esercito aveva invaso i territori bizantini in Asia Minore e si stava ritirando carico di bottino e di prigionieri; Leone gli tese un'imboscata a cui Sayf al-Daula riuscì sfuggire fortunosamente, ma la maggior parte dell'esercito hamdanide venne distrutto. A causa delle brillanti vittorie ottenute lungo il confine bizantino-arabo, si pensa che Leone Foca possa essere l'autore dell'importante trattato sull'arte della guerra De velitatione bellica.
Quando il fratello Niceforo salì il trono (nel 963), Leone fu chiamato curopalate e assunse il titolo di logoteta del dromo (λογοθέτης τοῦ δρόμου), carica importante e prestigiosa che conservò fino alla deposizione e all'assassinio di Niceforo da parte di Giovanni Zimisce nel 969. Nel 970 Leone tentò inutilmente di ribellarsi a Zimisce, e fu esiliato a Lesbo assieme al figlio Barda II Foca. Dopo un ulteriore tentativo di ribellione, andato anch'esso a vuoto, nel 971 Leone fu accecato ed esiliato nell'isola di Proti. Non è conosciuta la data della sua morte.